# Метью Ріс
Метью Рис Еванс (англ. Matthew Rhys Evans, нар. 4 листопада 1974, Кардіфф) — валлійський актор. Виконавець ролі Філіпа Дженнінгса у телесеріалі «Американці» (2013–2018), за яку отримав два «Золотих глобуси» та премію «Еммі» за найкращу чоловічу роль. Він також грав у таких повнометражних фільмах як «Заборонене кохання» (2008) та «Секретне досьє» (2017).

## Ранні роки
Ріс народився в Кардіффі 4 листопада 1974 року. Рідна мова — валлійська. Виріс та навчався у Кардіффі.
У 17 років, після виконання ролі Елвіса Преслі в шкільному мюзиклі, він вирішив вступити до Королівської академії драматичного мистецтва (RADA) у Лондоні і був прийнятий.
Під час навчання у академії, Рис знявся на BBC у серіалі про поліцію «Back-Up», а також «Дім Америки». Повертався до Кардіффа, щоб знятися у фільмі «Bydd yn Wrol», за який здобув перемогу у номінації «Найкращий актор» від валлійської версії премії БАФТА.

## Кар'єра
У січні 1998 року Ріс поїхав до Нової Зеландії, щоб зіграти у костюмованій теледрамі «Greenstone», дія якої розгортається в епоху колоніалізму. Потім він отримав роль у фільмі «Тит», адаптації «Тіта Андроніка» від Джулі Теймор, у якій головні ролі виконували Ентоні Хопкінс та Джессіка Ланж. Далі він зіграв Рея у комедії Пітера Хьюітта «Whatever Happened to Harold Smith?». Повернувшись в Уельс, він знявся у двох фільмах разом з Джонатаном Прайсом: «Свідчення Талісіна Джонса» та «Very Annie Mary».
У 2000 році Ріс зіграв головну роль у драматичному серіалі «Метрополіс». 
У 2013 почав зніматися в парі з Кері Рассел у серіалі FX «Американці» — шпигунській драмі про двох агентів КДБ в США, які у часи холодної війни удають з себе американську родину, мають двох дітей та виконують завдання з Москви. Під час зйомок Ріс і Рассел зблизилися та побралися. Шостий сезон, який вийшов 2018 року став заключним сезоном серіалу.

### Фільмографія
| Year | Title                              |
| ---- | ---------------------------------- |
| 1997 | House of America                   |
| 1999 | Heart                              |
| 1999 | Titus                              |
| 1999 | Whatever Happened to Harold Smith? |
| 2000 | Sorted                             |
| 2001 | Very Annie Mary                    |
| 2002 | Клуб викрадачів                    |
| 2002 | Deathwatch                         |
| 2002 | Shooters                           |
| 2003 | Y Mabinogi                         |
| 2004 | Fakers                             |
| 2006 | Кохання та інші катастрофи         |
| 2007 | Територія незайманості             |
| 2008 | Заборонене кохання                 |
| 2009 | The Think Tank                     |
| 2010 | Patagonia                          |
| 2011 | Everything Carries Me To You       |
| 2012 | The Scapegoat                      |
| 2015 | Шеф Адам Джонс                     |
| 2015 | Come What May                      |
| 2017 | Секретне досьє                     |
| 2018 | Книга джунглів: Початок            |
| 2019 | Чудовий день у нашому районі       |
| 2019 | The Report                         |
| 2023 | Ведмідь під кайфом                 |
| 2024 | Уявні друзі                        |

### Телебачення
| Year      | Title                            | Notes                                  |
| --------- | -------------------------------- | -------------------------------------- |
| 2000      | A History of Britain             | Unknown episodes                       |
| 2001      | Загублений світ                  | 2 епізоди                              |
| 2003      | Коломбо                          | Епізод: "Columbo Likes the Nightlife"  |
| 2003      | POW                              | Епізод #1.5                            |
| 2006      | Beau Brummell: This Charming Man | Телефільм                              |
| 2006–2011 | Брати і сестри                   | Головна роль                           |
| 2012      | The Mystery of Edwin Drood       | 2 епізоди                              |
| 2013      | Смерть приходить в Пемберлі      | 3 епізоди                              |
| 2013–2018 | Американці                       | Головна роль                           |
| 2015      | Арчер                            | Епізод: "Achub y Morfilod"             |
| 2015      | The Bastard Executioner          | 4 епізоди                              |
| 2016–2018 | The Wine Show                    | Головна роль                           |
| 2017      | Girls                            | Епізод: "American Bitch"               |
| 2018      | Death and Nightingales           | 3 епізоди                              |
| 2019      | Кінь БоДжек                      | Епізод: "A Quick One, While He's Away" |
| 2019      | Нескінченний поїзд               | 2 епізоди                              |
| 2019      | Carpool Karaoke: The Series      | Сезон 2, епізод 17                     |
| 2020      | Перрі Мейсон                     | Виконавчий продюсер                    |
| 2023      | Екстраполяції                    | Джуніор                                |
| 2025      | У напрямку до нуля               | Інспектор Ліч                          |

### Театр
| Year | П'єса                           | Роль             | Автор/Режисер                      | Театр                           |
| ---- | ------------------------------- | ---------------- | ---------------------------------- | ------------------------------- |
| 1997 | Cardiff East                    | Томмі            | Пітер Гілл                         | Королівський національний театр |
| 1997 | Grace Note                      | Нік              | Самюель Адамсон / Домінік Дромгуль | The Old Vic                     |
| 1997 | One More Wasted Year            | П'єр             | Крістоф Пелле / Мері Піт           | Театр Королівський двір         |
| 1997 | Stranger's House (Fremdes Haus) | Ян               | Деа Логер / Мері Піт               | Театр Королівський двір         |
| 2000 | The Graduate                    | Бенжамін Бреддок | Шарль Вебб / Террі Джонсон         | Театр Гілгуд                    |
| 2002 | The Associate                   | Тайні            | Сімон Бент                         | Театр Королівський двір         |
| 2003 | Under Milk Wood                 | Мог Едвардс      | Ділан Томас / Майкл Богданов       | Новий театр (Кардіфф)           |
| 2004 | Король Лір                      | Едмунд           | Вільям Шекспір / Білл Александр    | Royal Shakespeare Company       |
| 2004 | Макбет                          | Макдафф          | Вільям Шекспір / Білл Александр    | The Young Vic                   |
| 2004 | Ромео і Джульєтта               | Ромео            | Вільям Шекспір / Пітер Гілл        | Royal Shakespeare Company       |
| 2012 | Look Back in Anger              | Джиммі           | Джон Осборн / Сем Голд             | Roundabout Theatre Company      |